# Назва Данії

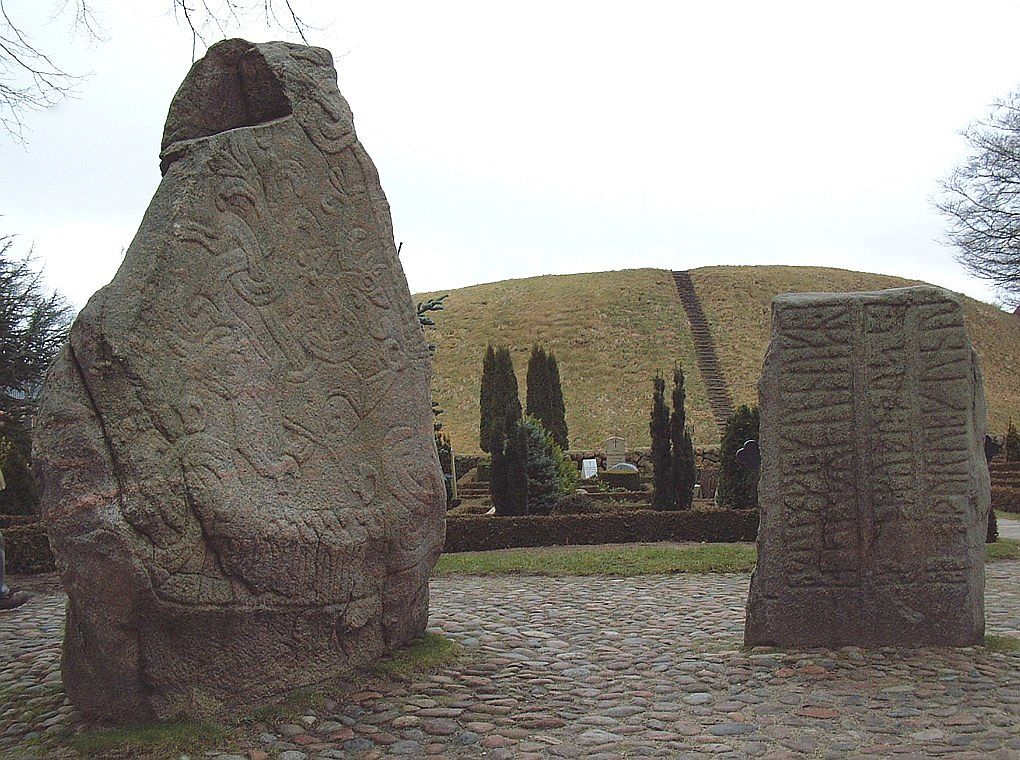
Рунічні камені в Еллінзі, неофіційно іменовані «записом про хрещення Данії», вид з півночі, з курганом Горма на задньому плані.

Етимологія назви «Данія» (дан. Danmark) до теперішнього часу залишається предметом дискусій. Давньоскандинавською мовою країна називалася Danmǫrk, від назви території «данська марка». Латинською мовою назва країни — Dania.
Згідно з популярною легендою, назва «Данія» походить від імені міфологічного короля Дана. Є також численні згадки про данів у давньогрецьких і римських авторів (таких як Птолемей, Йордан і Григорій Турський), а також в деяких середньовічних джерелах (праці Адама Бременського, Беовульф, Видсид і Старша Едда).
Багато джерел стверджують, що в назві країни Denmark перша частина — Den — означає «плоска земля», аналогічно німецькому Tenne — «тік», англійському den — «низина», санскриту dhánus- (धनुस् «пустеля»). Друга частина слова -mark означає лісисту місцевість або прикордонну зону (див. марка), ймовірно, ліси на кордоні з герцогством Шлезвіг, за аналогією з Фіннмарк, Телемарк або Дитмаршене.
Грецький історик Йорданес (близько 500 н. е.) пише про «Dani», що вони «претендують на перевагу серед усіх народів Скандії (скандинавського півострова) через їх висоту». Враховуючи що етнонім «dani» пов'язаний з давньоскандинавським словом danir — жителі рівнин, і що Йорданес пише про «Dani» як південноскандинавський народ, то цілком ймовірно що народ данів викристалізувався на єдиних на той час більш менш родючих рівнинах скандинавського півосторова — провінцій Халланду і Сконе (сучасна південна Швеція).
Деякі з ранніх описів походження назви «Данія» зустрічаються в Chronicon Lethrense (XII століття), працях хроніста Свена Аггесена (кінець XII століття), літописця Саксона Граматика (початок XIII століття) і Баладі Еріка (середина XV століття). Так, Chronicon Lethrense описує, що коли римський імператор Август воював з Данією за часів Давида, Данія складалася з семи територій — Ютландія, Фюн, Зеландія, Мен, Фальстер, Лолланд і Сконе, якими керував король Іппер з Уппсали. У короля було три сини: Норі, Естен і Дан. Дан був відправлений правити Зеландією, Меном, Фальстере і Лолланд. Коли Юти боролися з імператором Августом, вони закликали Дана собі на допомогу, і після перемоги проголосили його королем Ютландії, Фюна, Відеслева і Сконе. Рада племен ютів вирішила назвати всю цю територію «Данмарк» (Данія) в честь нового царя Дана. Саксон Граматик згадує, що легендарний данський король Дан, син Хамбл, дав ім'я данському народу, хоча при цьому прямо не заявляє, що від імені короля походить і назва «Данія».
Найперша згадка про територію під назвою «Данія» зустрічається в перекладі англосаксонською мовою праці історика і теолога Павла Орозия «Сім книг історії проти язичників» («Historiarum adversum Paganos Libri Septem»), виконаного Альфредом Великим, королем Уессексу в 871—899 роках. У перекладі Альфреда є згадка про подорожі Оттара по Скандинавії, протягом яких «Данія [Denamearc] була на його боці порту… І потім протягом двох днів він перебував на своїй (стороні порту) острови, що належить Данії». Інша згадка про територію під назвою «Данія» зустрічається у тій же праці. Подорож купця Вульфстана із Гедебю (Шлезвіг) в Данії до Трусо (Ельблаг) в сучасній Польщі є одним із найперших джерел інформації про північні країни. Подорож Вульфстана було здійснено, ймовірно, приблизно в 880 році. Географічний опис Вульфстана добре узгоджується із сучасними умовами, і тому його можна вважати надійним джерелом. За словами Вульфстана, його подорож від Хед (Хедебю) до Трусо (Ельблаг) тривала сім днів і ночей. Під час плавання він уперше мав Лангаланд (сьогодні Лангеланд), Леланд (Лолланд), Фальстер та Сконег (Сконе) зліва — землі, які всі належали Денемеаркану (Данія). Потім він проплив повз Бургенду Ланде (Борнхольм), яка мала свого короля. Нарешті, ліворуч у нього були Блесінга (Блекінге), Меоре (Мьоре, сьогодні частина графства Кальмар), Еуланд (Еланд) та Готланд, усі вони належали Свеому (Швеції).
У Хайлігенхафенском договорі, що був підписаний в Хайлігенхафені в 811 році між Данією і Франкской імперією, згадуються данський король Хемминг і Карл Великий. Цей договір підтверджував мирну угоду, укладену в 810 році, і встановлював південний кордон Данії по річці Айдер.
Перше записане використання слова «Данія» всередині самої Данії знаходиться на рунічних каменях в Еллінгу, які, як вважають, були встановлені королями Горма Старим (бл. 955) та Гаральдом Синьозубим (бл. 965). Більший камінь вважається свого роду «свідоцтвом про хрещення» Данії (dåbsattest), хоча на обох каменях є напис «Данія»: на великому камені — в знахідному відмінку — ᛏᛅᚾᛘᛅᚢᚱᚴ «tanmaurk» ([danmɒrk]), і в родовому відмінку «tanmarkar» (вимовляється [danmarkaɽ]) — на малому камені. Жителі Данії в написах іменуються «тані» ([danɪ] або «дані» (Danes) в знахідному відмінку.
У «Пісні про Роланда», написаної між 1040 і 1115 роками, з'являється перша згадка про легендарного данського героя Ож'є Данця; через невірну інтерпретацію перекладу Данець з XVI століття стає легендарним «засновником данської держави», сприймаючись як історична особа і народний герой Данії.